# Йоахім Варої
Йоахім Варої (англ. Joachim Waroi, нар. 20 вересня 1988, Тарапаїна, Соломонові Острови) — футболіст з Соломонових Островів, нападник клубу «Вестерн Юнайтед».

## Клубна кар'єра
Кар'єру гравця розпочав у 2006 році у клубі «Маріст Файр». З 2007 до 2011 року захищав кольори клубу «Хекарі Юнайтед» з Папуа Нової Гвінеї. У 2011 році зіграв 6 матчів за австралійський клуб «Саншайн Кост». З 2011 по 2012 роки виступав у клубі «Емікейл» з Вануату. З 2012 по 2016 року знову виступав у складі папуаського клубу «Хекарі Юнайтед».
У 2016 році гравця таємно підписав клуб «Лае Сіті Двеллерз», для підсилення атакувальної лінії команди.
Отримав одоматчеву дискваліфікацію через святкування забитого м'яча у ворота свого колишнього клубу «Хекарі Юнайтед». Під час цього святкування гравець зняв свою футболку, обмотав нею свою голову та почав бігати поміж гравців команди суперника. Таку поведінку гравця було кваліфіковано як акт неповаги до свого суперника.
З 2017 року виступає на батьківщині за клуб «Вестерн Юнайтед».

## Кар'єра у збірній
У 2011 році взяв участь у Тихоокеанських іграх, на яких національна збірна Соломонових Островів завоювала срібні нагороди. Наразі в футболці національної збірної провів 4 поєдинки.